# Svitlîcine, Varva
Svitlîcine (în ucraineană Світличне) este localitatea de reședință a comunei Svitlîcine din raionul Varva, regiunea Cernihiv, Ucraina.

## Demografie
Componența lingvistică a localității Svitlîcine
     Ucraineană (95,77%)
     Rusă (3,91%)
     Alte limbi (0,33%)
Conform recensământului din 2001, majoritatea populației localității Svitlîcine era vorbitoare de ucraineană (95,77%), existând în minoritate și vorbitori de rusă (3,91%).